# 이응 (후한)
이응(李膺, 110년 ~ 169년 11월 25일(음력 10월 19일))은 중국 후한 중·후기의 관료로, 자는 원례(元禮)이며 영천군 양성현(襄城縣)(현 허난성 쉬창시 샹청현) 사람이다.
매우 청렴한 관리였다. 또한 뛰어난 장수로 후한 환제 시절에 선비족의 침입을 막아내기도 하였다. 167년 환제가 사망하고 168년에 후한 영제가 즉위하자 대장군 두무에 의해  장락소부(長樂少府)에 올랐다. 그러다 169년 환관 조절의 모함을 받아 옥에 갇혔으며 심한 고문을 받아 죽었다.

## 전기 자료
- 《후한서》 권67, 〈열전〉57, 이응